# Homaloptera weberi
Homaloptera weberi es una especie de peces de la familia Balitoridae en el orden de los Cypriniformes.

## Morfología
• Los machos pueden llegar alcanzar los 4,9 cm de longitud total.

## Distribución geográfica
Se encuentra al oeste de Borneo.

## Hábitat
Es un pez de agua dulce.